# Habilitetsprincippet
Habilitetsprincippet er et juridisk begreb, der bl.a. har betydning i forvaltningsret. Det betyder, at der ikke i den forvaltningsmæssige behandling af en sag må deltage personer, der har personlige eller økonomiske interesser i afgørelsen. Regler om habilitet findes i forvaltningsloven §§ 3-6. Desuden findes der en supplerende uskreven retsgrundsætning om speciel inhabilitet uden for forvaltningslovens område, jf. Folketingets Ombudsmands Beretning FOU nr. 2014.0011.